# Góry (Szwarszowice)
Góry – część wsi Szwarszowice w Polsce, położona w województwie świętokrzyskim, w powiecie ostrowieckim, w gminie Bodzechów.
W latach 1975–1998 Góry administracyjnie należały do województwa kieleckiego.